# N-Metylopirolidon
N-Metylopirolidon, N-metylo-2-pirolidon, NMP – organiczny związek chemiczny z grupy laktamów, metylowa pochodna 2-pirolidonu. Bezbarwna lub żółtawa higroskopijna ciecz, mieszalna z wodą i większością rozpuszczalników organicznych, w tym również mniej polarnymi, jak niższe alkohole, ketony, octan etylu, chloroform lub benzen. Należy do klasy polarnych rozpuszczalników aprotonowych (należą do niej także np. dimetyloformamid, dimetyloacetamid i dimetylosulfotlenek).

## Otrzymywanie
NMP można otrzymać w reakcji γ-butyrolaktonu z metyloaminą. Substancjami wyjściowymi całej syntezy mogą być acetylen i formaldehyd: